# Tracy Northup
Pour les articles homonymes, voir Northup.
Tracy E. Northup (née en 1978) est une physicienne américaine qui travaille à l'Institut de physique expérimentale de l'université d'Innsbruck. Ses recherches portent sur le développement de cavités optiques et d'ions piégés pour de meilleures interactions en mécanique quantique. Elle a reçu le Prix Start 2016 du Fonds autrichien pour la science (en).

## Enfance et formation
Northup est née à Newton, dans le Massachusetts. Elle a obtenu un diplôme de premier cycle en physique à l'Université Harvard. Elle a ensuite déménagé sur la côte ouest des États-Unis et a obtenu son doctorat au California Institute of Technology en 2008, avec une thèse intitulée Coherent control in cavity QED, où elle a étudié le contrôle cohérent en électrodynamique quantique de cavité sous la direction de H. Jeff Kimble. Elle a ensuite rejoint le groupe de Rainer Blatt (en) à l'Université d'Innsbruck en tant que boursière internationale Marie Curie. 

## Recherche et carrière
En 2015, Northup a été nommée à la faculté de l'Université d'Innsbruck, où elle dirige le groupe Quantum Interfaces. Dans un effort pour obtenir un contrôle très précis des objets macroscopiques, elle a exploré des moyens de réaliser le couplage non linéaire grâce à l'utilisation d'une sphère de verre en lévitation, d'un ion piégé et d'un résonateur optique. La sphère de verre en lévitation est isolée de son environnement et est amenée dans une superposition d'états,. Northup a reçu le Prix Start 2016 du Fonds autrichien pour la science (en). Elle est membre du Erwin Schrödinger Center for Quantum Science & Technology. 
Dans le domaine de l'informatique quantique, l'une des technologies candidates sont les pièges à ions (en). Dans les pièges à ions, des particules chargées de molécules ultra-froides sont piégées dans un champ électromagnétique et manipulées de manière à pouvoir transporter des informations. Cependant, les processus de mécanique quantique exploités par les pièges à ions souffrent d'erreurs, telles que l'échauffement des molécules elles-mêmes. Ces erreurs sont censées provenir des matériaux faiblement conducteurs tels que les couches d'oxyde qui se forment sur les surfaces métalliques.  Northup a développé des approches pour évaluer l'impact des matériaux diélectriques sur les particules dans les pièges à ions. Dans ses systèmes de pièges à ions, Northup peut contrôler la distance entre les ions et les composants optiques diélectriques. Elle utilise le théorème de fluctuation-dissipation pour calculer le bruit expérimental. 

## Publications (sélection)
- (en) K. M. Birnbaum, A. Boca, R. Miller, A. D. Boozer, T. E. Northup et H. J. Kimble, « Photon blockade in an optical cavity with one trapped atom », Nature, NPG et Springer Science+Business Media, vol. 436, no 7047,‎ 1er juillet 2005, p. 87-90 (ISSN 1476-4687 et 0028-0836, OCLC 01586310, PMID 16001065, DOI 10.1038/NATURE03804, arXiv quant-ph/0507065).
- (en) R Miller, T E Northup, K M Birnbaum, A Boca, A D Boozer et H J Kimble, « Trapped atoms in cavity QED: coupling quantized light and matter », Journal of Physics B, IOP Publishing, vol. 38, no 9,‎ 25 avril 2005, S551-S565 (ISSN 0953-4075 et 1361-6455, OCLC 17570920, DOI 10.1088/0953-4075/38/9/007).
- A. D. Boozer, A. Boca, R. Miller, T. E. Northup et H. J. Kimble, « Reversible state transfer between light and a single trapped atom », Conference on Coherence and Quantum Optics 2007 (conférence),‎ 2007 (DOI 10.1364/CQO.2007.JWC3).